# Halový sedmiboj

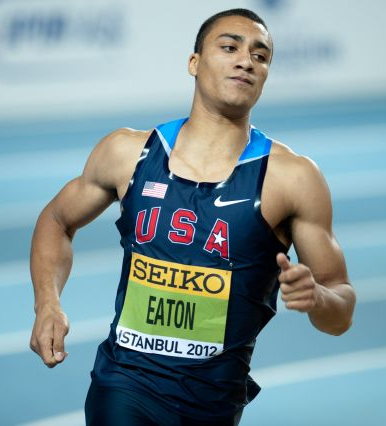
Ashton Eaton na HMS 2012 v Istanbulu, kde zvítězil v halovém sedmiboji ve světovém rekordu

Halový sedmiboj je mužská halová lehkoatletická soutěžní disciplína, skládající se ze sedmi různých disciplín, které sedmibojaří absolvují během dvou závodních dnů:
1. den
- běh na 60 metrů
- skok daleký
- vrh koulí
- skok do výšky

2.den
- běh na 60 metrů překážek
- skok o tyči
- běh na 1000 metrů

Jedná se o obdobu ženského halového pětiboje. Na otevřených atletických drahách absolvují muži desetiboj a ženy sedmiboj. Podmínky v hale však neumožňují konání některých technických disciplín (hod oštěpem, hod diskem) a je nutno počítat i se zkráceným běžeckým okruhem (v hale měří okruh 200 m, přímá dráha 60 m, pod otevřeným nebem měří okruh 400 m, přímá dráha až 110 m). Proto se halové víceboje liší od venkovních, mají méně disciplín a jejich složení je pozměněno.

## Historie
Do programu halového mistrovství Evropy v atletice byl halový sedmiboj poprvé zařazen v roce 1992.
Do programu halového mistrovství světa v atletice byl halový sedmiboj poprvé zařazen v roce 1993, jakožto ukázková disciplína. Od roku 1995 je pak halový sedmiboj oficiálně součástí programu halového mistrovství světa.

## Současné rekordy
| Muži                      |       |         |              |          |               |
| Rekord                    | Body  | Stát    | Atlet        | Město    | Datum rekordu |
| Světový rekord            | 6 645 | USA     | Ashton Eaton | Istanbul | 10. 3. 2012   |
| Evropský rekord           | 6 479 | Francie | Kévin Mayer  | Bělehrad | 5. 3. 2017    |
| Halové mistrovství světa  | 6 645 | USA     | Ashton Eaton | Istanbul | 10. 3. 2012   |
| Halové mistrovství Evropy | 6 479 | Francie | Kévin Mayer  | Bělehrad | 5. 3. 2017    |
| Český rekord              | 6 438 | Česko   | Roman Šebrle | Budapešť | 7. 3. 2004    |
| Muži na iaaf.org          |       |         |              |          |               |

## 10 nejlepších atletů historie
naposledy ověřeno v září 2015
| Pořadí | Výkon | Atlet              | Místo       | Datum           |
| ------ | ----- | ------------------ | ----------- | --------------- |
| 1      | 6645  | Ashton Eaton       | Istanbul    | 10. března 2012 |
| 2      | 6639  | Kyle Garland       | Albuquerque | 11. března 2023 |
| 3      | 6476  | Dan O'Brien        | Toronto     | 14. března 1993 |
| 4      | 6438  | Roman Šebrle       | Budapešť    | 7. března 2004  |
| 5      | 6424  | Tomáš Dvořák       | Gent        | 26. února 2000  |
| 6      | 6418  | Christian Plaziat  | Janov       | 29. února 1992  |
| 7      | 6415  | Sebastian Chmara   | Valencie    | 1. března 1998  |
| 8      | 6412  | Lev Lobodin        | Moskva      | 8. února 2003   |
| 9      | 6374  | Erki Nool          | Maebaši     | 7. března 1999  |
| 10     | 6372  | Eelco Sintnicolaas | Göteborg    | 3. března 2013  |

## Vývoj světového rekordu
| Body | Atlet             | 60 m   | Dálka  | Koule   | Výška  | 60 m př. | Tyč    | 1000 m  | Místo           | Datum           |
| ---- | ----------------- | ------ | ------ | ------- | ------ | -------- | ------ | ------- | --------------- | --------------- |
| 6163 | Siegfried Wentz   | 7,04 s | 745 cm | 15,67 m | 203 cm | 7,90 s   | 480 cm | 2:41,67 | Dortmund        | 15. února 1986  |
| 6273 | Christian Plaziat | 6,78 s | 745 cm | 14,42 m | 213 cm | 7,98 s   | 490 cm | 2:42,74 | Nogent-sur-Oise | 11. února 1990  |
| 6476 | Dan O'Brien       | 6,67 s | 784 cm | 16,02 m | 213 cm | 7,85 s   | 520 cm | 2:57,96 | Toronto         | 14. března 1993 |
| 6499 | Ashton Eaton      | 6,71 s | 773 cm | 13,12 m | 211 cm | 7,77 s   | 510 cm | 2:32,67 | Fayetteville    | 13. března 2010 |
| 6568 | Ashton Eaton      | 6,66 s | 777 cm | 14,45 m | 201 cm | 7,60 s   | 520 cm | 2:34,74 | Tallinn         | 6. února 2011   |
| 6645 | Ashton Eaton      | 6,79 s | 816 cm | 14,56 m | 203 cm | 7,68 s   | 520 cm | 2:32,77 | Istanbul        | 10. března 2012 |

## Nejlepší sedmibojařské výkony vs. světové rekordy
| Disciplína | Typ                                      | Atletka                                  | Výkon                                    | Body      | Rozdíl v bodech | Ref. |
| 60 m       |                                          |                                          |                                          |           |                 |      |
| ---------- | ---------------------------------------- | ---------------------------------------- | ---------------------------------------- | --------- | --------------- | ---- |
| 60 m       | WR                                       | Christian Coleman                        | 6,34 s                                   | 1111      |                 |      |
| 60 m       | HB                                       | Chris Huffins                            | 6,61 s                                   | 1026      | - 85            |      |
| Dálka      |                                          |                                          |                                          |           |                 |      |
| WR         | Mike Powell                              | 895 cm                                   | 1312                                     |           |                 |      |
| HB         | Simon Ehammer                            | 826 cm                                   | 1102                                     | -166      | [ 3 ]           |      |
| Koule      |                                          |                                          |                                          |           |                 |      |
| WR         | Ryan Crouser                             | 22,82 m                                  | 1266                                     |           |                 |      |
| HB         | Alexej Drozdov                           | 17,17 m                                  | 924                                      | - 342     |                 |      |
| Výška      |                                          |                                          |                                          |           |                 |      |
| WR         | Javier Sotomayor                         | 243 cm                                   | 1223                                     |           |                 |      |
| HB         | Derek Drouin                             | 230 cm                                   | 1091                                     | - 132     | [ 4 ]           |      |
| 60 m přek. |                                          |                                          |                                          |           |                 |      |
| WR         | Colin Jackson                            | 7,29 s                                   | 1101                                     |           |                 |      |
| HB         | Ashton Eaton                             | 7,60 s                                   | 1022                                     | - 79      |                 |      |
| Tyč        |                                          |                                          |                                          |           |                 |      |
| WR         | Renaud Lavillenie                        | 618 cm                                   | 1284                                     |           |                 |      |
| HB         | Alexandr Averbuch                        | 560 cm                                   | 1100                                     | - 184     |                 |      |
| 1000 m     |                                          |                                          |                                          |           |                 |      |
| WR         | Wilson Kipketer                          | 2:14,96                                  | 1172                                     |           |                 |      |
| HB         | Curtis Beach                             | 2:23,63                                  | 1064                                     | - 108     |                 |      |
| Celkem     | Součet světových rekordů                 | Součet světových rekordů                 | Součet světových rekordů                 | 8425 bodů |                 |      |
| Celkem     | Součet nejlepších sedmibojařských výkonů | Součet nejlepších sedmibojařských výkonů | Součet nejlepších sedmibojařských výkonů | 7329 bodů | - 1096          |      |